# خانواده ساسون

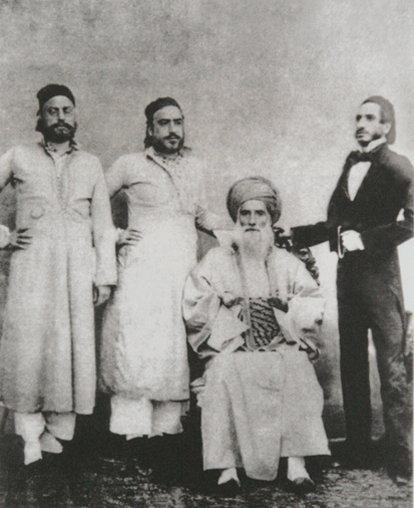
دیوید ساسون و پسرانش الیاس دیوید - عبدالله (آلبرت) دیوید و ساسون دیوید.

خانواده ساسون (به عبری: משפחת ששון)، خانواده‌ای بسیار متمول از تبار یهودیان بغدادی است که شجره‌نامه آن‌ها به دیوید ساسون، تاجر و از رهبران یهودیان شبه‌جزیره هند و جنوب شرقی آسیا بازمی‌گردد و ساکن بوشهر بوده‌اند.
نام خانوادگی ساسون در زبان عبری به معنای «شوق» است و از نام‌های خانوادگی یهودی است. دیوید ساسون یکی از سه سرمایه‌گذار اصلی در تأسیس بانک شاهنشاهی ایران و مؤسس بانک قاهره بود. خانواده ساسون همچنین سهم قابل توجهی در شرکت نفت برمه، شرکت نفت ترکیه، شرکت نفت عراق و شرکت نفت ایران و انگلیس داشتند.

## اصل و ریشه
در دایرةالمعارف یهود این خانواده به عنوان سلاطین تجارت مشرق زمین شناخته می‌شوند و به «روچیلدهای شرق» شهرت دارند. این خانواده تأثیرات بزرگی بر هندوستان، بریتانیا و چین داشته‌اند. اصلی‌ترین عضو این خانواده ساسون بن صلاح (۱۷۵۰–۱۸۳۰) بوده که گفته می‌شود خزانه دار حکومت عثمانی بوده‌است و ریاست جامعه یهودیان بغداد را به عهده داشته‌است. او در سال ۱۸۲۸ م. (۱۲۴۴ ه‍.ق) به همراه تعدادی یهودی دیگر از بغداد می‌گریزند. علت این فرار در دایرةالمعارف یهود ظلم و تعددی داوودپاشا والی بغداد اعلام شده‌است. او در بوشهر مسکن می‌گزیند و بعد از ۲ سال در بوشهر فوت می‌کند. ریاست این جمع به فرزند بزرگش دیوید (داوود) ساسون می‌رسد(۱۷۹۲–۱۸۶۴). دیوید ۲ سال دیگر در بوشهر می‌ماند و سپس در بمبئی یک تجارتخانه تأسیس می‌کند. بعد از مرگ دیوید، پسر بزرگ او آلبرت (عبدالله) ساسون (۱۸۱۸–۱۸۹۶) و هفت برادر دیگرش شرکت را اداره می‌کند. او در این دوره با ثروت هنگفت خود یک از بزرگترین کارخانه‌های نساجی هندوستان را تأسیس می‌کند. همچنین نخستین اسکله غربی هند با نام «اسکله ساسون» را نیز تأسیس می‌کند. در دوره حضور ساسون‌ها در بوشهر معلوم نیست که آنها با چه کسانی در ارتباط بوده‌اند اما به مدت ۲۰ سال کشت تریاک ایران و صدور آن به چین و بریتانیا در انحصار این خانواده بوده‌است.

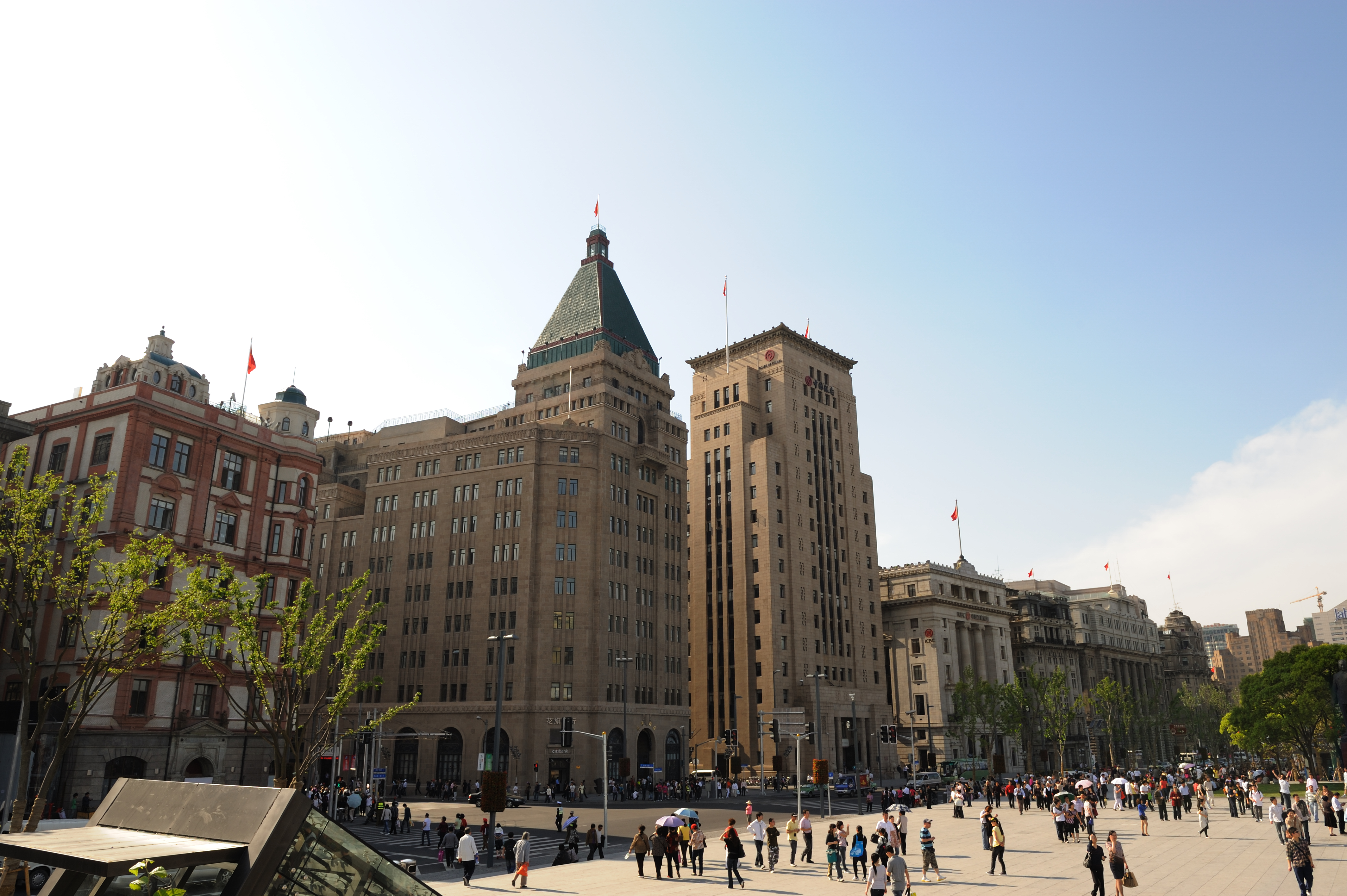
هتل صلح در شانگهای
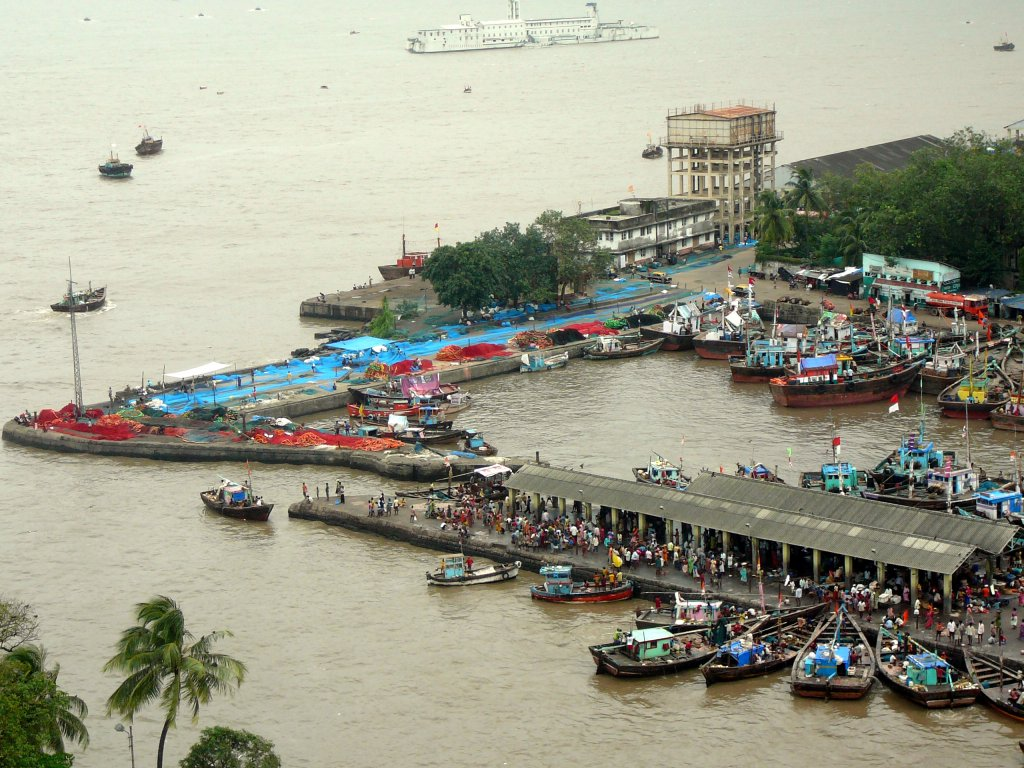
بندر ساسون در بمبئی

## ارتباط با روچیلدها و نفوذ در دربار بریتانیا

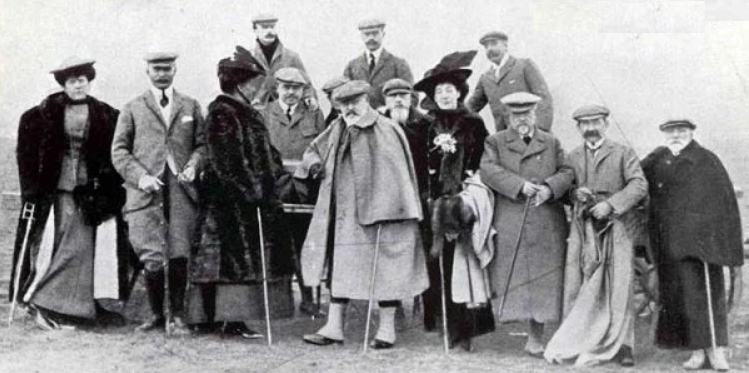
ادوارد هفتم، پادشاه بریتانیا، و حلقه خصوصی دوستانش در شکارگاه. نفر اول از سمت راست (با عصا) سِر آرتور ساسون (۱۸۴۰- ۱۹۱۲) است. سِر آرتور ساسون از اعضای اصلی هیئت مدیره بانک هنگ‌کنگ شانگهای HSBC و از مالکان بانک شاهنشاهی انگلیس و ايران (بانک شاهی) بود و از صميمی‌ترین دوستان ادوارد هفتم از دوران ولیعهدی او.

آلبرت ساسون در نیمه دهه ۱۸۷۰ به انگلستان می‌رود و در لندن ساکن می‌شود. در این دوره او با لرد تانیل مایررو جژچیلد (لررو چیلد اول و رئیس بانک "آواینگلند") و ادوارد هفتم ارتباط داشته‌است. به دلیل اینکه آلبرت در صنعت و تجارت هندوستان نقش بزرگی داشته‌است، در سال ۱۸۹۰ "بارونت" می‌شود و برادران دیگر نیز در دربار بریتانیا از جایگاه شامخی برخوردار بوده‌اند. ارتباط بین ساسون‌ها (بعنوان سلطان تجارت شرق) و روچیلدها (بعنوان سلاطین غرب) با ازدواج پسر سرآلبرت با الین کارولین روچیلد افزایش پیدا کرده و محکم می‌شود. ساسون‌ها قسمتی از سرمایه خود را به شانگهای و هنک کنگ انتقال می‌دهند و در نتیجه تبدیل به امپراتوری مالی بزرگ در شرق می‌شوند.

## کشت تریاک در ایران و ایجاد قحطی
در سال ۱۸۵۰ م. (۱۲۶۷ ه‍.ق) کاشت تریاک در ایران آغاز شد که عامل ظهور در اقتصاد ایران به کمپانی ساسون با دلالی میرزا حسین خان مشیرالدوله (سپهسالار) نسبت داده می‌شود بطوری که گفته می‌شود یکی از عوامل قحطی سال ۱۸۷۱–۱۸۷۲ کاشت تریاک بوده‌است.

## امتیاز رویتر و تأسیس بانک شاهنشاهی ایران
بعد از لغو امتیاز رویتر، بعنوان غرامت امتیاز دیگری برای انجام عملیات بانکی و بهره‌برداری از معادن به رویتر اعطا شد که با مشارکت ساسون‌ها و شرکا منجر به تأسیس بانک شاهنشاهی ایران شد.